# Жестков, Олег Александрович
Оле́г Алекса́ндрович Жестков (20 января 1987) — российский гребец-байдарочник, выступающий за сборную России с 2010 года. Чемпион мира, Заслуженный мастер спорта России (31.12.2013).. Представляя спортивное общество «Динамо», выступает за Краснодарский край.

## Биография
О.А. Жестков родился в г.Белая Калитва Ростовской области. Проживает в Краснодарском крае.  Студент Педагогического института Южного федерального университета.
Бронзовый призёр чемпионата мира 2011 года, чемпион мира 2013 года в гребле на байдарке-четвёрке на дистанции 1000 метров. Участник Олимпийских игр 2012 года, где наша четвёрка была лишь седьмой.
Двукратный чемпион казанской Универсиады 2013 года .
В июне 2019 года был дисквалифицирован на четыре года за нарушение антидопинговых правил.